# Barniz (cerámica)
Barniz es la sustancia líquida y trasparente, de composición resinosa, usada para cubrir superficies con una película brillante y protectora. Más en concreto, en alfarería y cerámica, se llama barniz a la suspensión coloidal que se aplica, generalmente en estado crudo, en la superficie de las piezas en elaboración, y que una vez cocidas les dará un brillo característico y les servirá de impermeabilizante.
En la producción cerámica es importante diferenciar el antiguo barniz no vítreo, característico de la fábrica clásica griega, la terra sigillata romana y otras cerámicas itálicas, del barniz vítreo común a las distintas técnicas empleadas en las piezas vidriadas propiamente dichas.

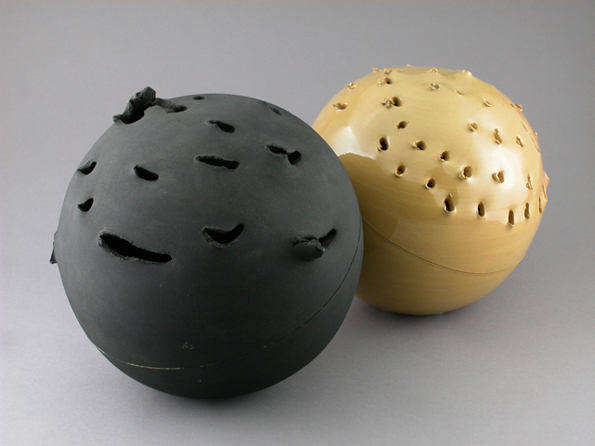
Esferas de terracota con barniz y con óxido; obra de Lucio Fontana en 1957, en el Museo Internacional de Cerámica de Faenza.

## Barniz antiguo clásico (no vítreo)
Diferentes especialistas coinciden en que el barniz antiguo, usado en las cerámicas griegas e itálicas de figuras negras, figuras rojas y obra con barniz negro, así como en la terra sigillata romana, se conseguía a partir de arcillas desfloculadas, a las que es probable que se añadieran aglutinantes orgánicos. La característica diferenciadora del barniz clásico con el vedrío estriba en que aquel no vitrifica durante la cochura por carecer de componentes silíceos.

## Barniz estannífero
Llamado así por ser su base el estaño fundido con plomo, a los que se añaden sal, arena y agua. Se utiliza tras la primera cocción, bañando (por inmersión o vertido) las piezas, que luego, tras la segunda cochura, se presentan con un esmalte blanco característico (blanco estannífero).

## Barniz luciente
Esta técnica ornamental muy usada en Roma y paralela a la del barniz negro, se conseguía bañando las piezas con un barniz antiguo rico en óxidos metálicos (Fe O), que producían efectos iridiscentes tras la cochura.

## Barniz negro

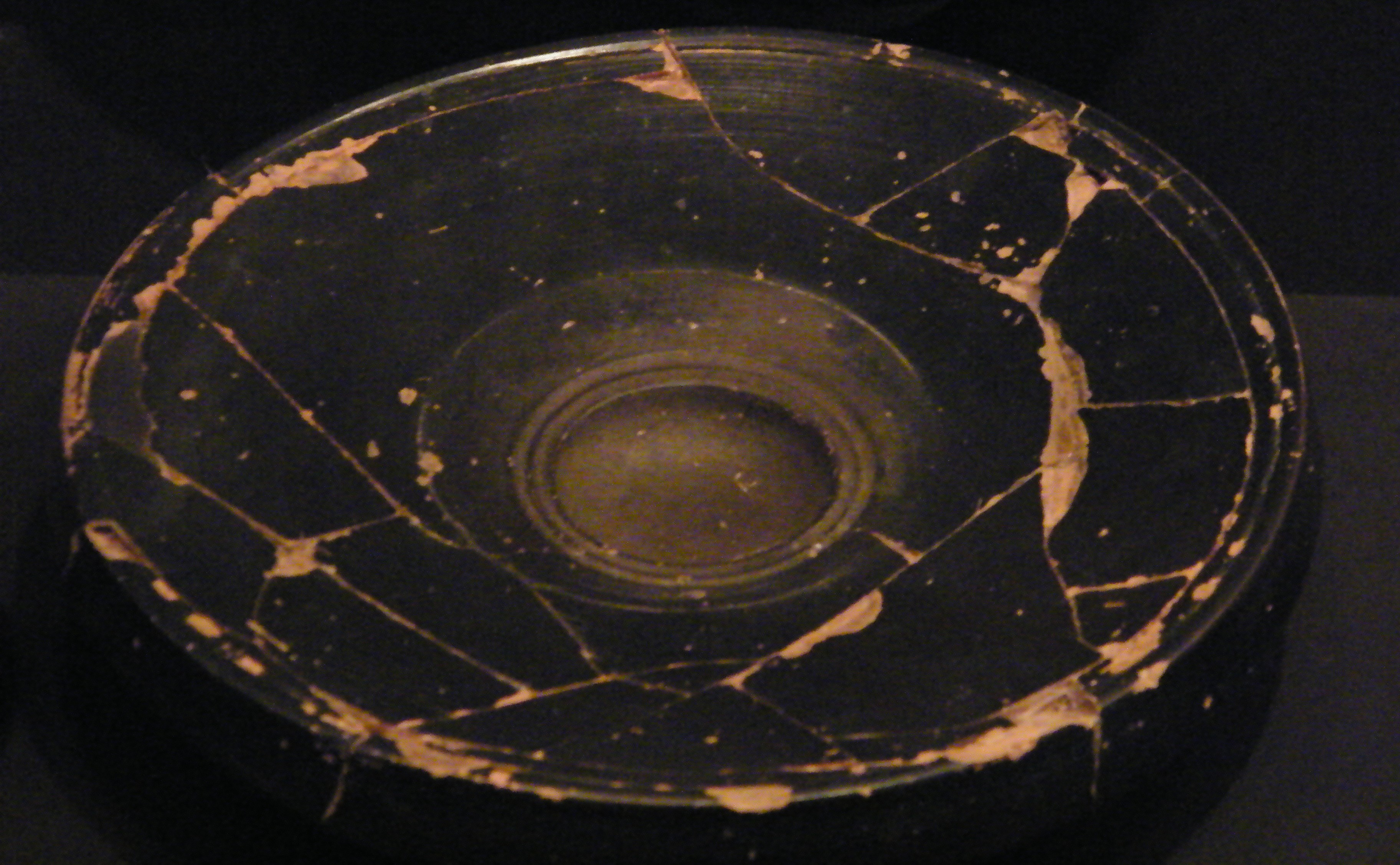
Plato ático de barniz negro. Necrópolis de La Albufereta (Alicante). Segundo cuarto del Museo Arqueológico de Alicante (España).

El barniz negro forma parte del conjunto de barnices antiguos; se obtenía a base de arcillas ricas en hierro cocidas en atmósfera reductora,.

## Barniz plumbífero
Recibe tal nombre por el plomo que forma parte de su composición, junto con sal y arena molidos y mezclados con agua. El barniz plumbífero o plúmbeo (con el que se bañan las piezas en crudo y antes de la cochura) produce un vidriado brillante y trasparente que permite conservar los colores originales del barro o del engobe, si lo hubo. También se pueden conseguir coloraciones añadiéndole previamente los óxidos metálicos correspondientes.

## Barniz rojo

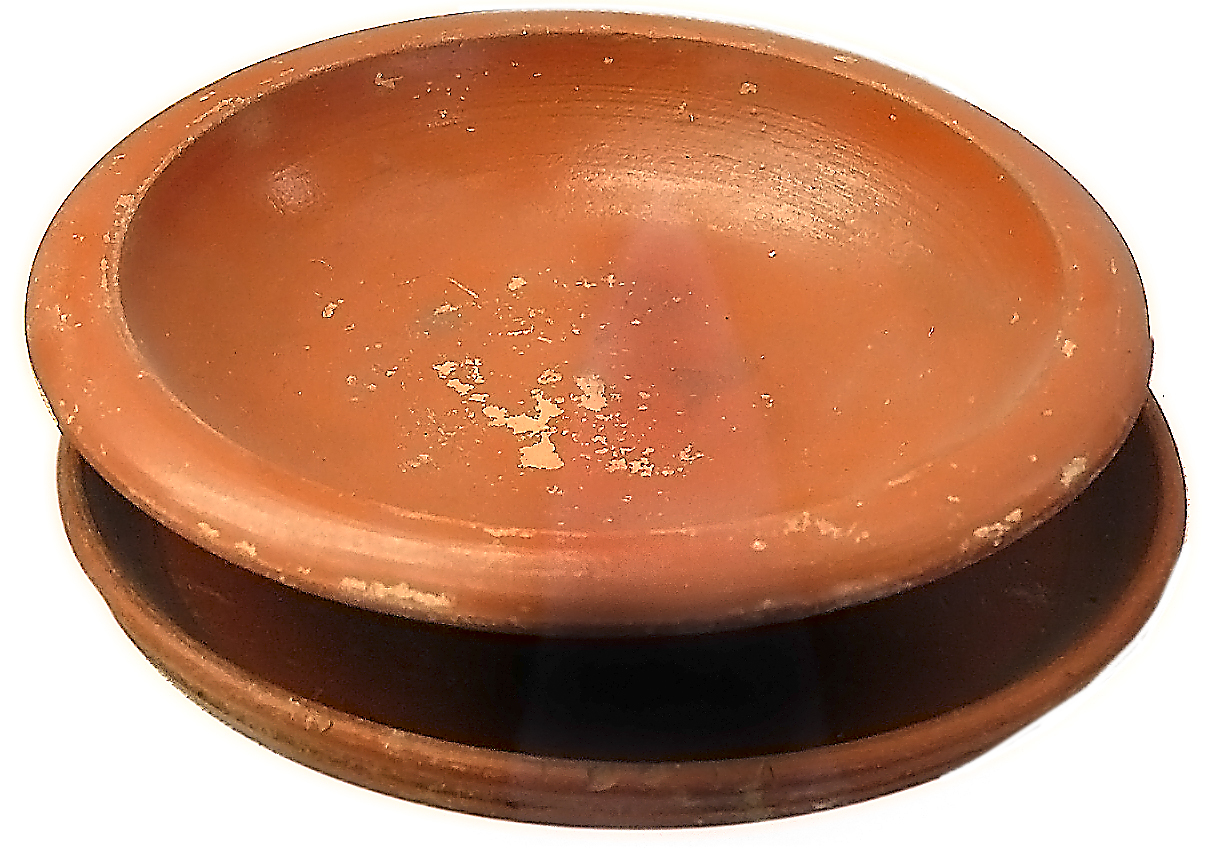
Plato romano decorado con barniz rojo. Yacimiento en la cuenca del río Trabancos, Nava del Rey (Valladolid).

Las superficies cerámicas cubiertas con esta técnica de decoración, similar a la del barniz negro y el barniz luciente, es decir partiendo de un barniz antiguo rico en pigmentos de hierro, tras ser cocidos en oxidación presentaban tonos rojizos.

## Digresiones, confluencias y síntesis
Como se ha visto, en el lenguaje cerámico, barniz es un término con un significado amplio y controvertido, según el contexto. También se le aplica el significado de engobe fundente, e incluso se suele utilizar como sinónimo de esmalte cerámico o vidriado.
En el aspecto técnico artesanal, parece común a todas las culturas que para elaborar el barniz se parta de una selección de arcillas naturales a las que se añade agua y algún defloculante, separando la parte más interesante de la barbotina, normalmente la capa intermedia después de que repose la suspensión. Dependiendo del contenido en óxidos, de la atmósfera de cocción y la temperatura se obtendrá un barnizado de distinto color, llegándose a una verdadera vitrificación cuando la temperatura es elevada.